# Kirtelbirk
Kirtelbirk er en løvfældende plante, der får busk- eller træform, alt efter forholdene. Arten er hårdfør, nøjsom og kuldetålende, så den kan forventes at sprede sig, efterhånden som klimaændringerne slår igennem på de arktiske områder.

## Kendetegn
Kirtelbirk (Betula glandulosa) er en løvfældende, længelevende plante. Under de barske forhold ved trægrænsen bliver den buskformet. På mildere steder bliver den derimod træformet med en til flere oprette stammer. Barken er først dunhåret og lysegrøn. Senere bliver den rød med tydelige, hvide korkporer, og til sidst er den brun og glat, men ikke afskallende. Knopperne er spredt stillede, slanke, tilliggende og fint hårede. Bladene er runde eller meget bredt ægformede med tandet rand. Oversiden er mørkegrøn, blank og næsten læderagtig, mens undersiden er lysere metydelige bladribber. Begge sider er hårløse. Høstfarven er rød.Blomstring foregår sent på foråret, og den består af han- og hunlige rakler som er sammensat af enskønnede, stærkt reducerede blomster. De hunlige Rakler bliver oprette ved frugtmodningen. Frugterne er smalvingede nødder.
Rodsystemet består af en tyk rodstok og et vidt udbredt og højtliggende rodnet. Rødderne har ektomykorrhiza, en tilpasning til mineralfattige voksesteder.
Kirtelbirk når en højde på 5 m, men en betydeligt større kronebredde.

## Hjemsted
Kirtelbirk hører hjemme ved skovgrænsen i den arktiske og alpine tundra, på klippeskråninger og -flader med surt pH og i højmoser, langs flodbredder og på bjergtoppe op til 3.400 m højde i Sydvestgrønland, Canada (Alberta, British Columbia, Manitoba, New Brunswick, Newfoundland and Labrador, North West Territories, Nova Scotia, Ontario, Prince Edward Island, Quebec, Saskatchewan og Yukon) og USA (Alaska, Californien, Colorado, Idaho, Maine, Montana, New Hampshire, New York, Oregon, South Dakota, Utah, Washington og Wyoming). Den foretrækker lysåbne eller letskyggede voksesteder, men trives med mange slags jordbund fra sand og grus langs flodløbene til våde, organiske jorde i højmoser og andre vådbiotoper.
Ved Qaqortoq i Grønland findes et fugtigt kratdækket område. Her vokser arten sammen med bl.a. agerpadderok, almindelig revling, bidende ranunkel, blågrå pil, bølget bunke, grønlandsk mælkebøtte, grønlandsk post, høgeurt (ukendt art) og vellugtende gulaks

## Galleri
- Løvspring
- Blade og
unge skud
- Næsten modne hunrakler
- Høstfarve
- Habitat ved Narsarsuaq

## Note
1. ↑  USDA: Betula glandulosa (engelsk)
2. ↑  eFloras.org: Betula glandulosa (engelsk)
3. ↑  Peter J. Aastrup & Mikkel P. Tamstorf, Christine Cuyler, Pipaluk Møller-Lund, Kristjana G. Motzfeldt, Christian Bay og John D.C. Linnell: Samspillet mellem rensdyr, vegetation og menneskelige aktiviteter i Grønland